# Ulica Sieradzka w Zgierzu
Ulica Sieradzka w Zgierzu – ulica na osiedlu Piaskowice-Aniołów, w Zgierzu, w województwie łódzkim.

## Historia
Ulica Sieradzka należy do najstarszej, ukształtowanej jeszcze w średniowieczu, części miasta. Występuje pod nazwą: ulica Sieradzka na planach sporządzonych w latach 20. XIX w. W pierwszej połowie XIX w. podjęto działania na rzecz regulacji obszaru ówczesnego Starego Miasta. Podstawą regulacji był plan opracowany przez J. Leszczyńskiego w 1823 r., obejmujący m. in. obszar ulicy Sieradzkiej, od której wówczas poprowadzono ulicę Łódzką. W XIX w., w związku ze znacznym przeludnieniem rewiru żydowskiego w Zgierzu, został on poszerzony m. in. północną stronę ulicy Sieradzkiej. W tym okresie zabudowa ulicy składała się z prymitywnych szop i komórek przeznaczonych na mieszkania dla żydowskiej biedoty. Rewir żydowski został zlikwidowany w 1862 r., lecz do końca XIX w. trwała zmiana zabudowy.
W okresie okupacji hitlerowskiej zmieniono nazwę ulicy na Ludendorff Strasse. Poza tym okresem nazwa ulicy przetrwała w niezmienionym brzmieniu do współczesności.
W 1954 r. wydzielono odcinek ulicy Sieradzkiej (na wschód od obecnej ulicy Łódzkiej), tworząc obecną ulicę Krótką.

## Zabytki
Przy ulicy Sieradzkiej zachowały się drewniane domy mieszkalne, typowe dla dawnego budownictwa miejskiego.
Do Ewidencji zabytków i cmentarzy Gminy Miasto Zgierz wpisane są obiekty:
- dom nr 8 (2. ćwierćwiecze XIX w.)
- dom nr 13 (początek XX w.)
- dom nr 14 (2. ćwierćwiecze XIX w.)

## Galeria

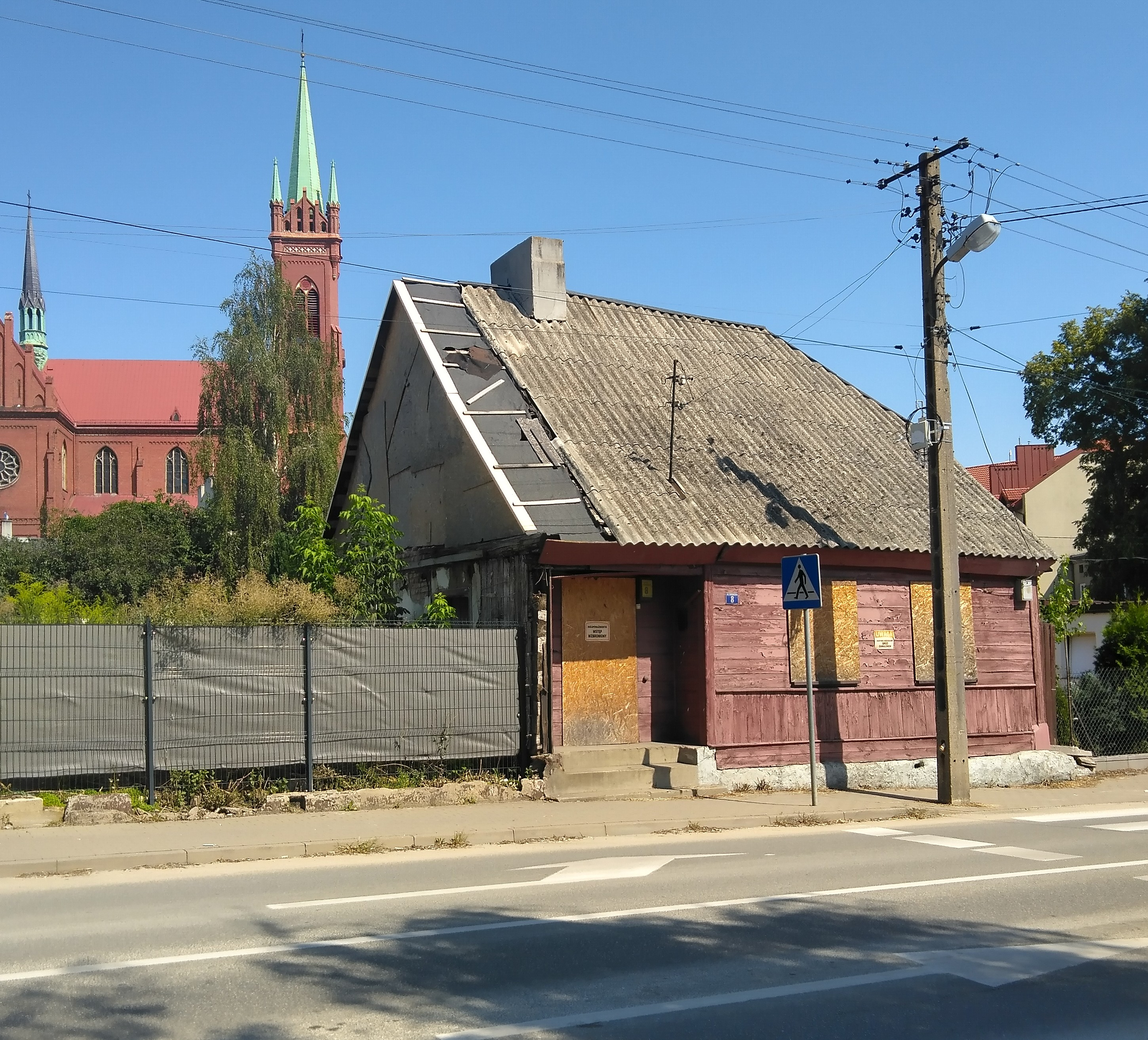
Ul. Sieradzka 8
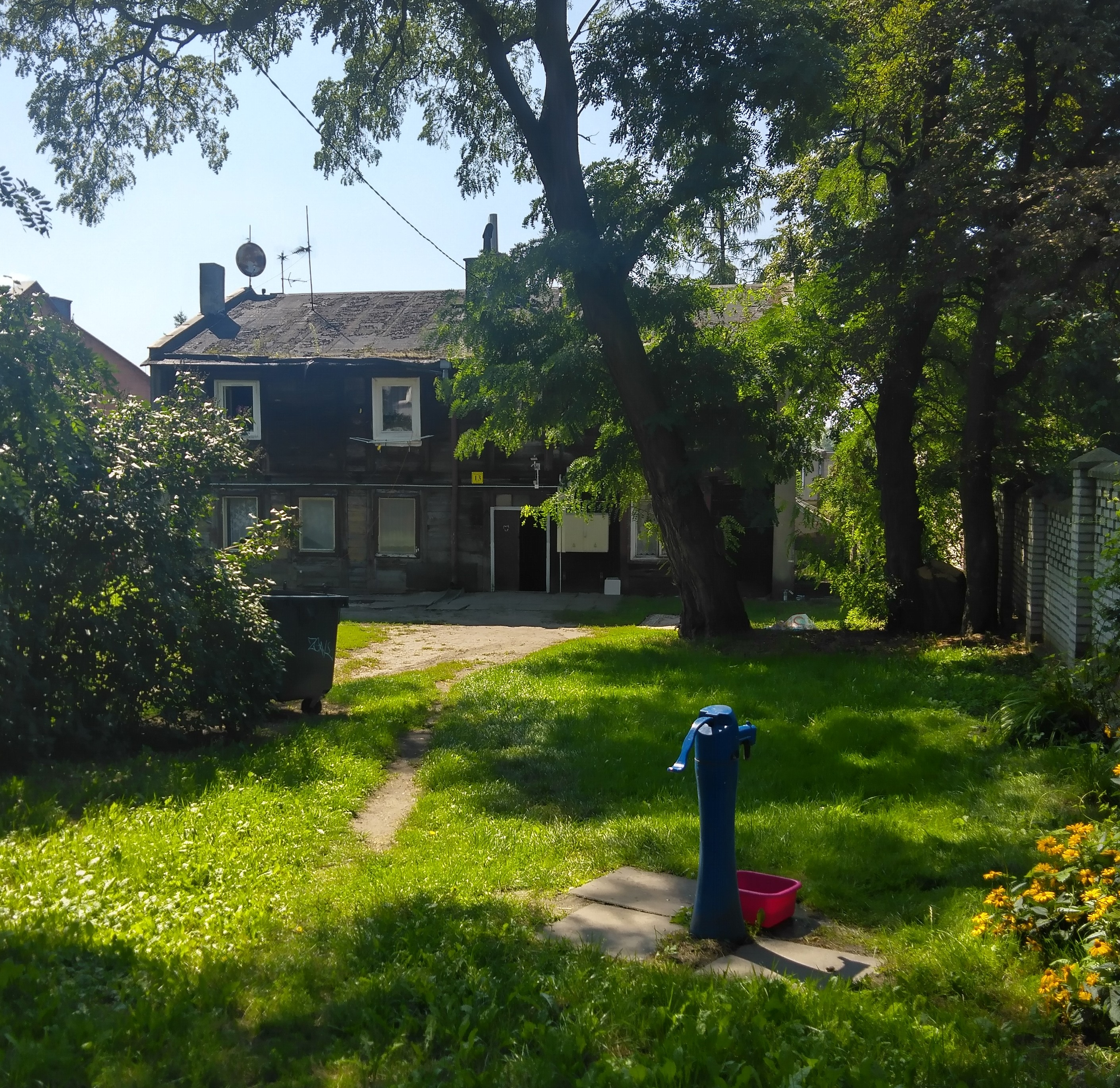
Ul. Sieradzka 13
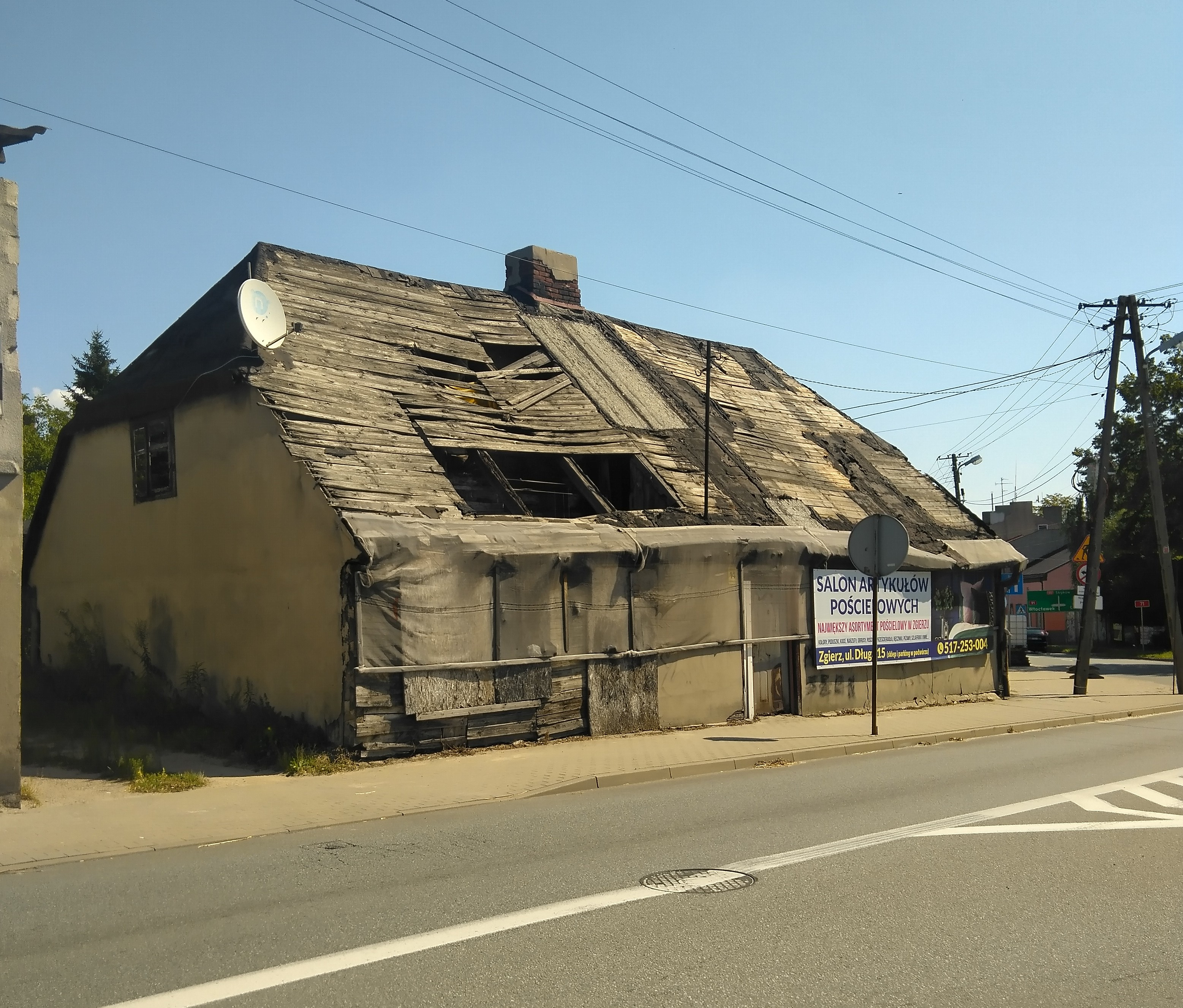
Ul. Sieradzka 14
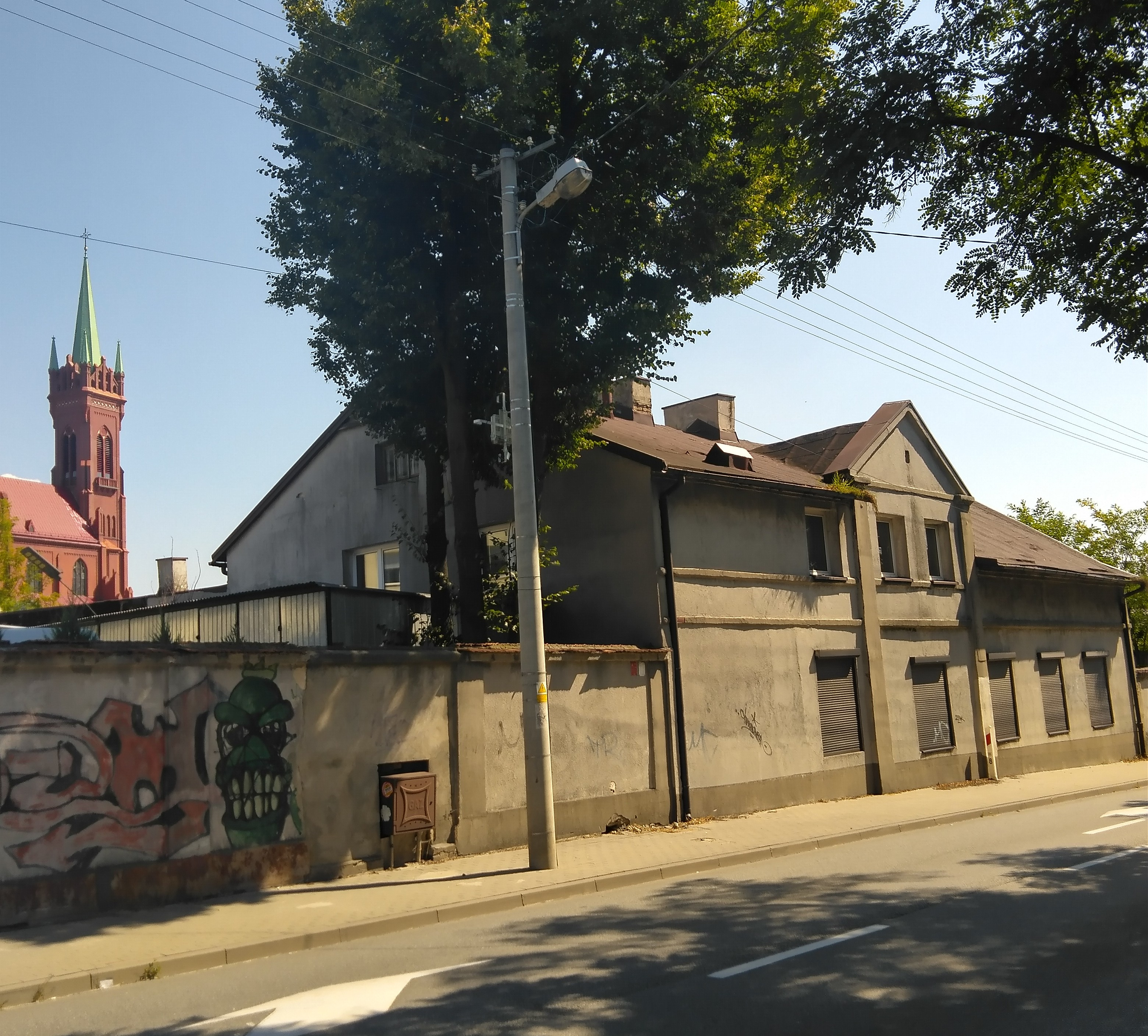
Ul. Sieradzka 18